# Коштяни-над-Турцом
Коштяни-над-Турцом (словац. Košťany nad Turcom) — село, громада округу Мартін, Жилінський край, регіон Турєц. Кадастрова площа громади — 6,44 км².
Населення 1342 особи (станом на 31 грудня 2018 року).

## Історія
Коштяни-над-Турцом згадуються 1113 року.

## Географія
Протікає Белянський потік.

## Населення
| Рік:            | 1994. | 2004.   | 2014.    | 2024.    |
| --------------- | ----- | ------- | -------- | -------- |
| Кількість осіб: | 1089  | 1097    | 1300     | 1473     |
| Різниця:        |       | +0,73 % | +18,50 % | +13,30 % |

| Рік:            | 2023. | 2024.   |
| --------------- | ----- | ------- |
| Кількість осіб: | 1440  | 1473    |
| Різниця:        |       | +2,29 % |